# Dianthus atschurensis
Dianthus atschurensis Sosn.  är en nejlikväxt.
Dianthus atschurensis ingår i släktet nejlikor, och familjen nejlikväxter. 
Inga underarter finns listade i Catalogue of Life.